# Virusul Zika
Virusul Zika  este un virus ARN monocatenar cu sens pozitiv din genul Flavivirus (familia Flaviviridae) identificat prima dată în 1947 în pădurea tropicală Zika din Uganda (de unde și numele lui). El provoacă la om o boală infecțioasă virală, numită febra Zika, transmisă prin înțepătura unui țânțar din genul Aedes infectat cu acest virus.
Timp de mai multe decenii virusul Zika a fost semnalat doar sporadic în Africa și Asia. Epidemiile de febră Zika au fost raportate pentru prima dată în regiunea pacifică în 2007 (insula Yap) și 2013 (Polinezia Franceză), apoi în 2015, în Africa (Capul Verde) și America de Sud (Brazilia și Columbia). De aici, virusul Zika s-a răspândit rapid în mai multe țări din America de Sud și America Centrală, ajungând să fie semnalat în 13 țări la începutul anului 2016. Până la 29 iulie 2016, 42 de țări și teritorii din America au confirmat transmiterea locală prin țânțari a virusului Zika. Organizația Mondială a Sănătății (OMS) a anunțat pe 28 ianuarie 2016 că 3-4 milioane de persoane ar putea fi infectate în acest an cu virusul Zika în America.
În Europa nu s-a confirmat transmiterea virusului Zika prin țânțari, însă au fost semnalate mai multe cazuri de import de infecție cu acest virus în mai multe țări, inclusiv în România. Primul caz de infectare cu virusul Zika a fost confirmat în România pe 12 iulie 2016,  fiind vorba de o femeie de 27 de ani, din București, care a călătorit în Martinica. Al doilea caz de virus Zika din România a fost identificat pe 19 iulie 2016 la un băiat în vârstă de 10 ani,  care locuiește împreună cu familia sa în Guyana Franceză de aproape doi ani și care a venit în România, în vizită la rude. În data de 27 iulie 2016 Ministerul Sănătății a confirmat un al treilea caz de import de virus Zika în România. Este vorba despre un bărbat în vârstă de 36 ani, din Cluj-Napoca care a călătorit în Republica Dominicană.
Există două cicluri de transmitere a virusului Zika. Primul,  ciclul silvatic (sau selvatic), implică un rezervor animal, primatele neumane, și țânțarii vectori, Aedes africanus, Aedes luteocephalus, omul fiind în cazul acesta numai o gazdă "accidentală", el fiind  înțepat întâmplător în timpul deplasărilor prin pădurile tropicale și savanelor limitrofe, de un țânțar contaminat cu virusul Zika; acest ciclu de transmitere este responsabil de majoritatea cazurilor sporadice. Al doilea ciclu este de tip urban; virusul se transmite de la om la om prin intermediul unor țânțari vectori ca Aedes aegypti (țânțarul febrei galbene) și Aedes albopictus (țânțarul tigru asiatic); acești 2 țânțari  din genul Aedes, spre deosebire de cei din  genul Culex, înțeapă în timpul zilei și sunt antropofili, trăind pe lângă așezărilor umane, mai ales în orașe. Cele mai multe epidemii actuale din America Latină se propagă prin intermediul țânțarului Aedes aegypti. Prezența în sânge (viremia) a virusului Zika este relativ scurtă (3-5 zile), însă virionii au fost detectați în mai multe alte fluide biologice, inclusiv în urină (la 10 zile postinfecție), salivă (3-5 zile) și spermă (la 15 zile după infecție). Cu toate că principala cale de transmitere a infecției cu virusul Zika la om este vectorială, prin intermediul înțepăturilor  de țânțari, au fost raportate cazuri de transmitere nevectorială: perinatală (de la mamă la făt pe cale transplacentară sau în timpul delivrenței), prin transfuzii de sânge sau pe cale sexuală.
Perioada de incubație este de 3-12 zile după înțepătura unui țânțar infectat. Majoritatea infecțiilor provocate de virusul Zika sunt asimptomatice (60-80%). În cazurile simptomatice, simptomele bolii sunt de obicei ușoare și dispar în 2-7 zile, fără decese.  Principalele simptome sunt erupția cutanată (un exantem macular sau papular care apare inițial pe față și apoi se extinde pe tot corpul), febra moderată, artralgiile, mialgiile, cefaleea, conjunctivita nepurulentă cu hiperemie conjunctivală. Au fost descrise 2 complicații neurologice alarmante, probabil determinate de virusul Zika: sindromul Guillain-Barré (o paralizie ascendentă simetrică care atinge cele patru membre și uneori nervii cranieni) și microcefalia (capul anormal de mic) nou-născuților.
Ca și în cazul majorității infecțiilor provocate de alți arbovirusuri, diagnosticul biologic de laborator al infecției cu virusul Zika recurge la tehnici virologice directe (prin RT-PCR), atunci când pacientul este consultat în primele zile după instalarea semnelor clinice (în general, până în 5-7 zi), și după aceste 5-7 zile la tehnici serologice (ELISA) care permit cel mai adesea reconfirmarea ulterioară a diagnosticului.
Până în prezent, nu există nici un tratament antiviral specific sau vaccin disponibil împotriva infecției cu virusul Zika. Tratamentul este numai simptomatic: analgezice-antipiretice (paracetamol pentru febră și durere), antihistaminice (pentru erupții cutanate pruriginoase). Tratamentul cu acid acetilsalicilic (aspirina) și medicamente antiinflamatoare nesteroidiene (cum ar fi ibuprofenul și naproxenul) trebuie evitat până la excluderea diagnosticului de denga, pentru a reduce riscul de hemoragie cunoscut pentru denga. Lupta antivectorială rămâne cel mai eficient mijloc de combatere a acestui virus. Controlul vectorial include utilizarea insecticidelor care distrug țânțarii adulți, distrugerea larvelor și asanarea zonelor de înmulțire a țânțarilor folosind larvicide chimice sau biologice (bacteria Bacillus thuringiensis, ciuperca Beauveria bassiana, peștele Gambusia affinis holbrooki), eliberări masive de țânțari vectori Aedes aegypti de sex masculin modificați transgenic în scopul procreării unei progenituri neviabile, dezinsecția sistematică a locuințelor și adăposturilor animale; dezinsecția cu insecticide a avioanelor,  vapoarelor ce sosesc din teritorii endemice. Măsurile individuale includ: utilizarea de plase în jurul patului și a geamurile locuințelor; folosirea de substanțe repelente și îmbrăcăminte adecvată (pantaloni lungi și bluze, cămăși cu mâneca lungă) când se pătrunde în teritorii cu risc crescut. Femeile însărcinate sau care doresc sa rămână însărcinate în perioada următoare trebuie să evite călătoriile în țări cu transmitere locala a virusului Zika.
Doar puțin peste 100 de articole de specialitate au fost publicate din 1952 până în 2015 despre virusul Zika, din care  jumătate în 2015, majoritatea lor fiind analize epidemiologice. Prin urmare se știe foarte puțin despre tropismul, ciclul sau patogeneza virusului Zika.

### Infecția la artropode

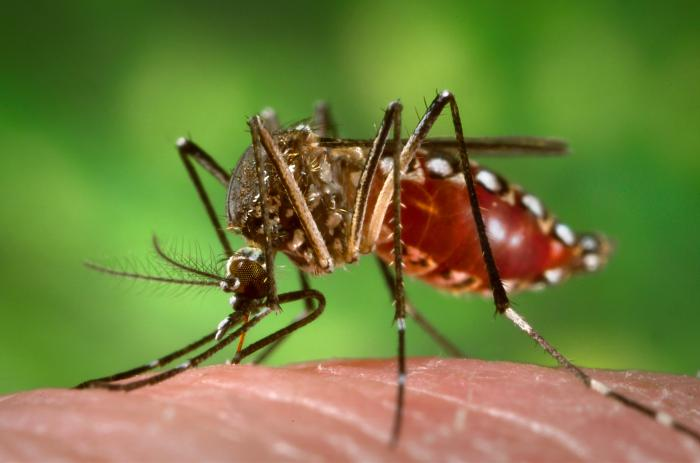
Țânțarul febrei galbene (Aedes aegypti) implicat în transmiterea virusului Zika

## Transmiterea
Virusul care cauzează boala a fost prima oară identificat în anul  1947. Primele epidemii în rândul oamenilor au fost raportate în anul 2007, în Statele Federate ale Microneziei. Până în ianuarie 2016, boala apăruse în douăzeci de regiuni ale continentului American. A mai fost semnalată și în Africa, Asia și regiunea Pacificului.  Ca urmare a epidemiei izbucnite în Brazilia în anul 2015,în luna februarie 2016, Organizația Mondială a Sănătății a declarat boala drept o urgență de sănătate publică de interes internațional.

## Complicații

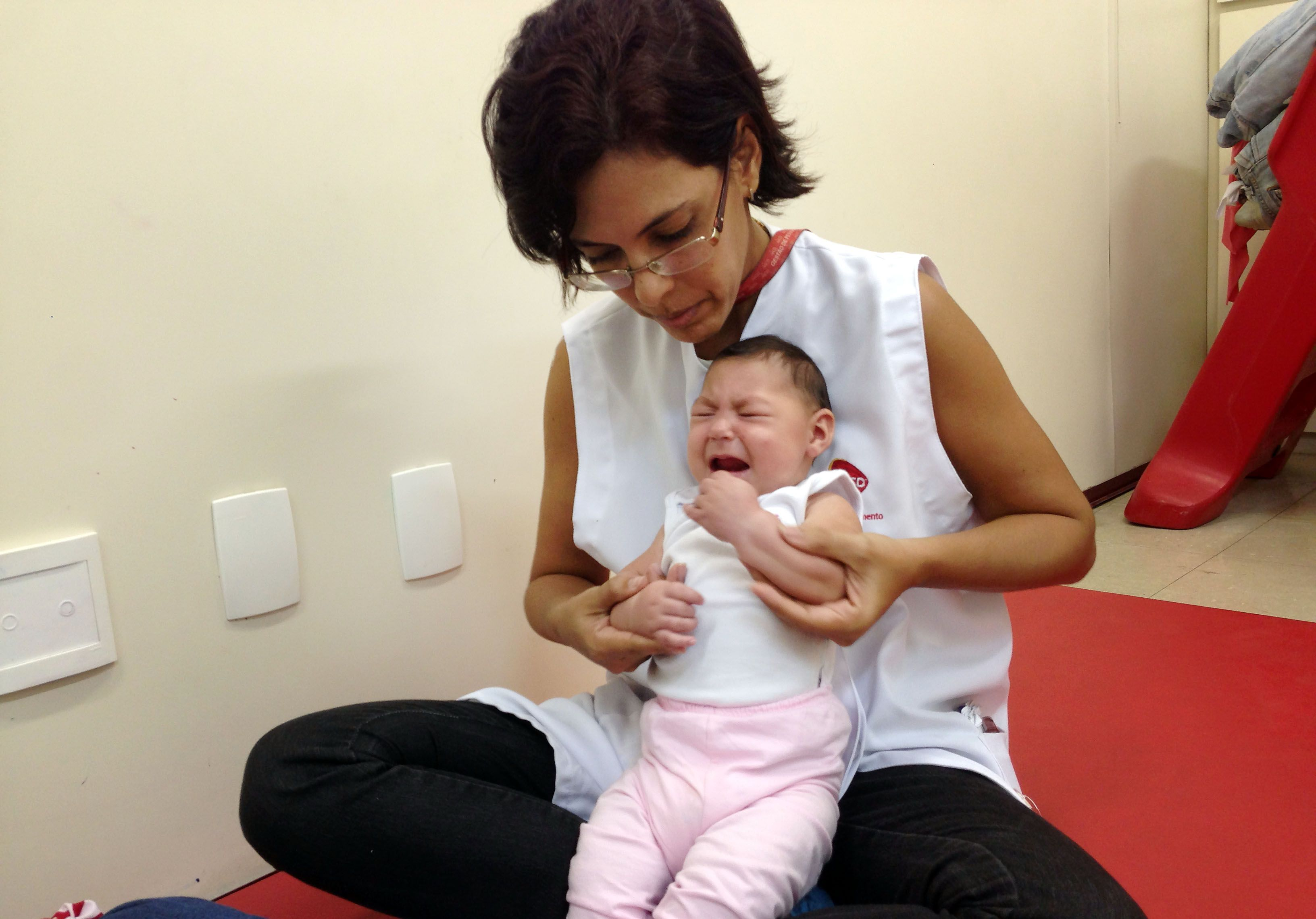
Un sugar din Brazilia cu microcefalie, născut de o mamă infectată cu virusul Zika

## Tratament
Deși nu există un tratament specific, paracetamolul (acetaminofenul)ar putea ajuta la ameliorarea simptomelor. Spitalizarea nu este necesară în cele mai multe cazuri.

## Prevenție

### Măsuri generale
Prevenția presupune reducerea numărului de înțepături de țânțari în zonele afectate de boală. Măsurile de prevenție includ utilizarea unor produse împotriva insectelor, folosirea de îmbrăcăminte care să acopere o porțiune cât mai mare a corpului, plase împotriva țânțarilor și eliminarea zonelor cu apă stătătoare, deoarece acestea sunt locurile în care țânțarii se reproduc. 
Din cauza epidemiei, în anul 2015, oficialii din domeniul sănătății din Brazilia au recomandat cuplurilor să evite sarcinile, iar femeile însărcinate au fost sfătuite să nu călătorească în zonele afectate de epidemie.

### Profilaxie activă (vaccinuri)
Nu există niciun vaccin eficient.

## Legături externe
- Centrul Național de Supraveghere și Control al Bolilor Transmisibile
- Publications, technical guidance on Zika virus. WHO
- Zika virus infection: Zika Virus Infection. PAHO
- ro Virusul Zika și febra Zika
- Maladie à virus Zika. Ministère des Affaires sociales, de la Santé et des Droits des femmes